# Air Accidents Investigation Branch

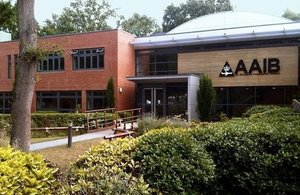
Sede di AAIB

La Air Accidents Investigation Branch, nota con la sigla AAIB, è una struttura investigativa parte del Dipartimento dei Trasporti britannico e ha la responsabilità di analizzare ogni tipo di incidente aeronautico accaduto nel Regno Unito. La struttura è comandata da un ispettore capo (Chief Inspector of Air Accidents) che riferisce direttamente al segretario di Stato del Department for Transport, omologo del ministro dei Trasporti italiano. 
Compito istituzionale della struttura è quello di investigare sugli incidenti aerei e di determinarne cause e circostanze con l'obiettivo di evitarne il ripetersi in futuro. La struttura non ha responsabilità giudiziarie ed è omologa all'italiana Agenzia nazionale per la sicurezza del volo.